# Chicago Sockers
El Chicago Sockers fue un equipo de fútbol de los Estados Unidos que alguna vez jugó en la USL Premier Development League, la cuarta liga de fútbol en importancia en el país.

## Historia
Fue fundado en el año 1995 en la ciudad de Chicago, Illinois con el nombre Chicago Stingers y fue uno de los equipos amateur más fuertes de los Estados Unidos, ganando dos títulos consecutivos de la USL Premier Development League y accediendo a las semifinales de la US Open Cup en 1995.
En el año 1999 cambiaron su nombre por el de Chicago Sockers y decidieron descender a la USL Premier Development League, liga en la que luego de salir campeón en el año 2000, el club desapareció.

## Palmarés
- USISL D-3 Pro League: 1

1998
- USL Premier Development League: 2

1999, 2000
- USISL D-3 Pro League North Central Division: 1

1998
- USL PDL Hearthland Division: 1

2000

## Temporadas
| Año  | División | Liga                 | Temporada Regular  | Playoffs             | US Open Cup      |
| ---- | -------- | -------------------- | ------------------ | -------------------- | ---------------- |
| 1995 | 3        | USISL Pro League     | 2.º, Midwest East  | Semifinal Divisional | Semifinales      |
| 1996 | 3        | USISL Select League  | 5.º, Central       | No clasificó         | No clasificó     |
| 1997 | 3        | USISL D-3 Pro League | 1.º, North Central | Final Divisional     | Cuartos de final |
| 1998 | 3        | USISL D-3 Pro League | 2.º, North Central | Campeón              | 3.ª ronda        |
| 1999 | 4        | USL PDL              | 2.º, Great Lakes   | Campeón              | No clasificó     |
| 2000 | 4        | USL PDL              | 1.º, Heartland     | Campeón              | 3.ª ronda        |

## Entrenadores
- Arthur Wyrot (1997-98)
- Bret Hall 1998-2000
- Leo Kulinczenko 2000

## Jugadores destacados
| - Brian Plotkin - Nick Ajazi - Craig Capano - Edward Santeliz - Jay DeMerit - Jonathan Spector - Michael Bradley - Mike Magee - Rauwshan McKenzie - Ryan Miller | - Will Johnson - Doug Warren - Bryan Namoff - Nino Da Silva - Kirk Urso - Michael Stephens - Mike Fisher - Danny Hajek - Baggio Husidic |